# 러브리스 (영화)
《러브리스》(러시아어: Нелюбовь)는 2017년 공개된 러시아, 프랑스, 벨기에, 독일의 영화이다. 제90회 아카데미상 외국어 영화상 후보에 올랐다.

## 출연

### 주연
- 마리야나 스피바크
- 알렉세이 로진
- 마트베이 노비코프

### 조연
- 안드리스 카이스
- 알렉세이 파테예프

## 기타
- 미술: 안드레이 폰커라토프